# Konuško
Konuško este o localitate din comuna Šmarje pri Jelšah, Slovenia, cu o populație de 23 de locuitori.